# Rynarcice
Rynarcice [pronunciación en polaco: /rɨnarˈt͡ɕit͡sɛ/] (en alemán: Rennersdorf) es un pueblo en el distrito administrativo de Gmina Korfantów, dentro del Distrito de Nysa, Voivodato de Opole, en el sudoeste de Polonia. Se encuentra aproximadamente 6 kilómetros al sudoeste de Korfantów, 16 kilómetros al este de Nysa, y 36 kilómetros al sudoeste de la capital regional, Opole.
Hasta 1945 el área era parte de Alemania (véase Territorios Polacos Recuperados).